# 维克多·拉卢
维克多·拉卢（法語：Victor Laloux，1850年11月15日—1937年7月3日），法国建筑师。
自1869年，他师从路易-儒勒·安德雷（Louis-Jules André）在巴黎艺术美术学院学习。1870年因普法战争被迫中断学业。但他并未因此中断研究，并因其论文《哥特式教堂建筑》于1878年获得“罗马奖学金”。
这位年轻的获奖者也由此进入罗马法国学院（French Academy in Rome）学习（1879年1月～1882年12月31日），他关于古希腊宗教建筑的毕业设计为他的学业生涯画上了完美的句号，并因此赢得了1885年的沙龙奖章。
作为安德雷的得力助手，拉卢在1890年（安德雷去世后）被高薪聘请，成为其继任者，并于1909年正式成为巴黎艺术美术学院的教授。作为理论家和实践家，拉卢成功地成为“美好时期”（20世纪最初数年，第一次世界大战结束后经济文化高速发展的时期）学院派最具有代表意义的领袖人物。他作为官方评审团成员参与了无数的比赛并主持了多个建筑和艺术方面的社团，如全法艺术家协会。 他一直亲自领导自己的工作室，直到1936年，将艺术的火把传递给了他的学生也是挚友夏爾·勒馬爾斯基耶（Charles Lemaresquier）。
维克多·拉卢在巴黎去世。

## 职业生涯
维克多·拉卢热衷于运用金属，但他谨慎的把其掩藏在经典的石质正门之后，如同其他同时期的建筑家 Henri Deglane、Albert Louvet和Albert-Félix-Théophile Thomas（Grand Palais的设计者）所作的一样。
他的作品有：
- 图尔和鲁贝的市政厅。
- 图尔Saint-Martin大教堂。
- 图尔和奥赛火车站（奥赛博物馆）。
- 里昂信贷总部，位于巴黎Quatre-Septembre街。
- 美国驻法大使馆，位于巴黎Gabriel大街，（与美国建筑师William Delano合作设计建造）。